# MG3

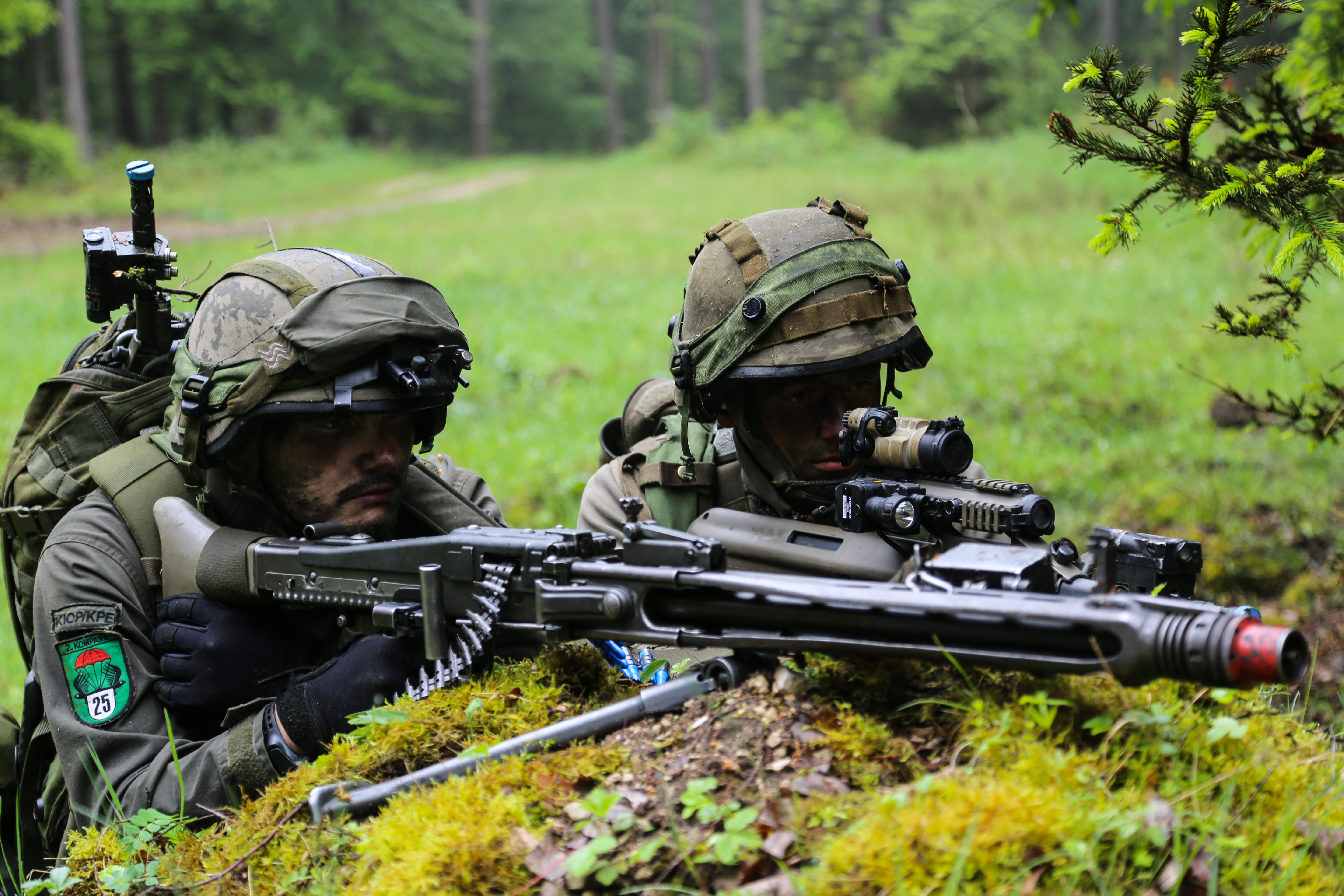
Militares do exército austríaco usando um MG3 durante um exercício de treinamento.

A MG3 (Maschinengewehr 3) é uma metralhadora alemã de calibre 7,62x51mm. O design da arma é inspirada na MG42, famosa arma usada pela Alemanha durante a Segunda Guerra Mundial.
A MG3 se tornou padrão no exército alemão (Bundeswehr) na década de 1960, e continua sendo usado como arma de apoio e como metralhadora acoplada em veículos, como o Leopard 2. Esta arma também é usada em mais de 30 países. Também é produzida sob licença na Itália (MG 42/59), Espanha, Paquistão (MG 1A3), Grécia, Irã, Sudão e Turquia.